# Авенданьо, Фернандо
Авенданьо, Фернандо или Фернандо де Авенданьо (исп. Fernando Avendaño; 1577, Лима — 1655, Лима) — католический священник, перуанский миссионер-иезуит в Южной Америке.

## Биография
Сын Диего де Авенданьо, алькальда Санта-Эрмандад.
Он был исследователем обычаев и традиций перуанских индейцев кечуа, оставил значительные произведения, сохранившиеся в отрывках, в частности у Пабло Хосе де Арриага.
Ректор Университета Сан-Маркос с 1640 года. Назначен Ревизором по искоренению язычества у индейцев в 1643 году Архиепископом Лимы Педро Вильягомесом, по окончании чего составил «Доклад об идолопоклоничествах индейцев», но он не был опубликован, где описывались легенды и мифы о происхождении индейцев.
Умер вскоре после своего назначения архиепископом в Сантьяго, Чили, так и не успев приехать в место своего назначения.

## Произведения
Важное значение для лингвистики имеет его работа Sermones de los misterios de nuestra santa Fe católica en la lengua castellana y la general del Inca, где вкратце он поместил христианское вероучение, и опубликованную в 1649 году по приказу Архиепископа Лимы Педро Вильягомеса. Эти проповеди были записаны на кечуа и опубликованы с переводом на испанский язык.